# Slaget vid Mons Lactarius
Slaget vid Mons Lactarius (även känt som slaget vid Vesuvius) ägde rum 552 eller 553 e.Kr. under det gotiska kriget som utkämpades mellan Östromerska riket under Justinianus I mot ostrogoterna i Italien.
Efter slaget vid Taginae, där den ostrogotiske kungen Totila dödades, erövrade den bysantinske generalen Narses Rom och belägrade Cumae. Teia, den nye ostrogotiske kungen, samlade ihop resterna av den ostrogotiska armén och marscherade för att häva belägringen, men i oktober 552 (eller i början av 553) överföll Narses honom vid Mons Lactarius (nuvarande Monti Lattari) i Kampanien, nära Vesuvius och Nuceria Alfaterna. Striden varade i två dagar och Teia dödades i striderna. Den ostrogotiska makten i Italiens var slut, och många av de kvarvarande östgoterna begav sig norrut och bosatte sig i södra Österrike. Efter slaget invaderades Italien igen, denna gång av frankerna, men även de besegrades och halvön återintegrerades under en kort tid i imperiet. Denna korta period av romerskt styre avslutades med invasionen av langobarderna, en germansk stam, år 568.